# Masahiro Andō (calciatore)
Masahiro Andō (安藤 正裕?, Andō Masahiro; Saitama, 2 aprile 1972) è un ex calciatore giapponese, di ruolo difensore.